# Thoracica
Los torácicos (Thoracica) forman un superorden de crustáceos cirrípedos que comprenden los percebes y los balanos. Son comúnmente conocidos como dientes de perro o bellotas de mar en España, o picorocos en Chile.

## Clasificación
Los torácicos (Thoracica, Darwin, 1854), siguiendo la propuesta de Martin y Davis, se subdividen en dos órdenes:
- Los pedunculados, (Pedunculata), Lamarck, 1818
- Los sessilios, (Sessilia), Lamarck, 1818

- Datos: Q283537
- Multimedia: Thoracica / Q283537
- Especies: Thoracica